# Grand Prix van Marseille
De Grand Prix van Marseille was een autorace nabij de Franse stad Marseille, die door de jaren heen werd verreden op het Circuit de Miramas, op Parc Borély en op de Avenue du Prado. De race maakte tussen 1932 en 1949 deel uit van de grand-prixseizoenen en was in 1952 ook een niet-kampioenschapsronde in de Formule 1.

## Winnaars van de grand prix
- Hier worden alleen de races aangegeven die plaatsvonden tijdens de grand-prixseizoenen tot 1949 en Formule 1-races vanaf 1950.

| Jaar        | Coureur            | Constructeur       | Locatie            | Verslag            |
| ----------- | ------------------ | ------------------ | ------------------ | ------------------ |
| 1952        | Alberto Ascari     | Ferrari            | Parc Borély        | Verslag            |
| 1950 - 1951 | Race niet gehouden | Race niet gehouden | Race niet gehouden | Race niet gehouden |
| 1949        | Juan Manuel Fangio | Maserati           | Prado              | Verslag            |
| 1948        | Race niet gehouden | Race niet gehouden | Race niet gehouden | Race niet gehouden |
| 1947        | Eugène Chaboud     | Talbot-Lago        | Prado              | Verslag            |
| 1946        | Raymond Sommer     | Maserati           | Parc Borély        | Verslag            |
| 1934 - 1945 | Race niet gehouden | Race niet gehouden | Race niet gehouden | Race niet gehouden |
| 1933        | Louis Chiron       | Alfa Romeo         | Miramas            | Verslag            |
| 1932        | Raymond Sommer     | Alfa Romeo         | Miramas            | Verslag            |